# Пакси
Пакси́, Па́ксос (греч. Παξοί) — самый маленький из семи основных Ионических островов. Фактически, в Греции под названием Пакси понимают комплекс островов, наибольший из которых — Пакси (Паксос), а меньший, близлежащий остров, известный винами и песчаными берегами — Андипакси, а также ряд других островков.

## Мифология
Согласно греческой мифологии, Посейдон создал остров, ударив остров Корфу своим трезубцем, для того, чтобы у него и его жены Амфитриты появилось тихое спокойное место для отдыха.
В сочинении Плутарха «Об упадке оракулов» рассказывается, как однажды у острова Паксос попал в штиль греческий корабль, следовавший в Италию. С острова послышался громкий голос, звавший кормчего корабля по имени Таммуз. Когда кормчий откликнулся, голос сказал, чтобы он, оказавшись напротив Палодеса (местонахождение которого учеными не установлено), возвестил, что великий Пан умер (Πὰν ὁ μέγας τέθνηκε’). Когда кормчий сделал это, он услышал в ответ горестные вопли.

## География
Остров составляет примерно 10 км (6 миль) в длину и 4 км в ширину. Площадь — 25 км², длина побережья — 46 км. Самый высокий пункт острова — Св. Исавр (250 м). Западное побережье — крутые белые меловые утёсы, которые довольно сильно разрушены морем. Большую часть острова покрывают виноградники и оливковые рощи. Они простираются от Лакки, общественной гавани на севере, через Магазею к Гайосе. К гавани Гайосы примыкают островки Айос-Николаос и Панайия. К малонаселенной южной оконечности примыкают острова Монгонисион (площадью более 1 км²) и Калцонисион. К густонаселенной северной оконечности — островок Эксолитаро. Здесь же в поселке Аромати находится один из центров выращивания и сбора ароматных и целебных растений, которыми издавна славится Пакси.

## История и достопримечательности

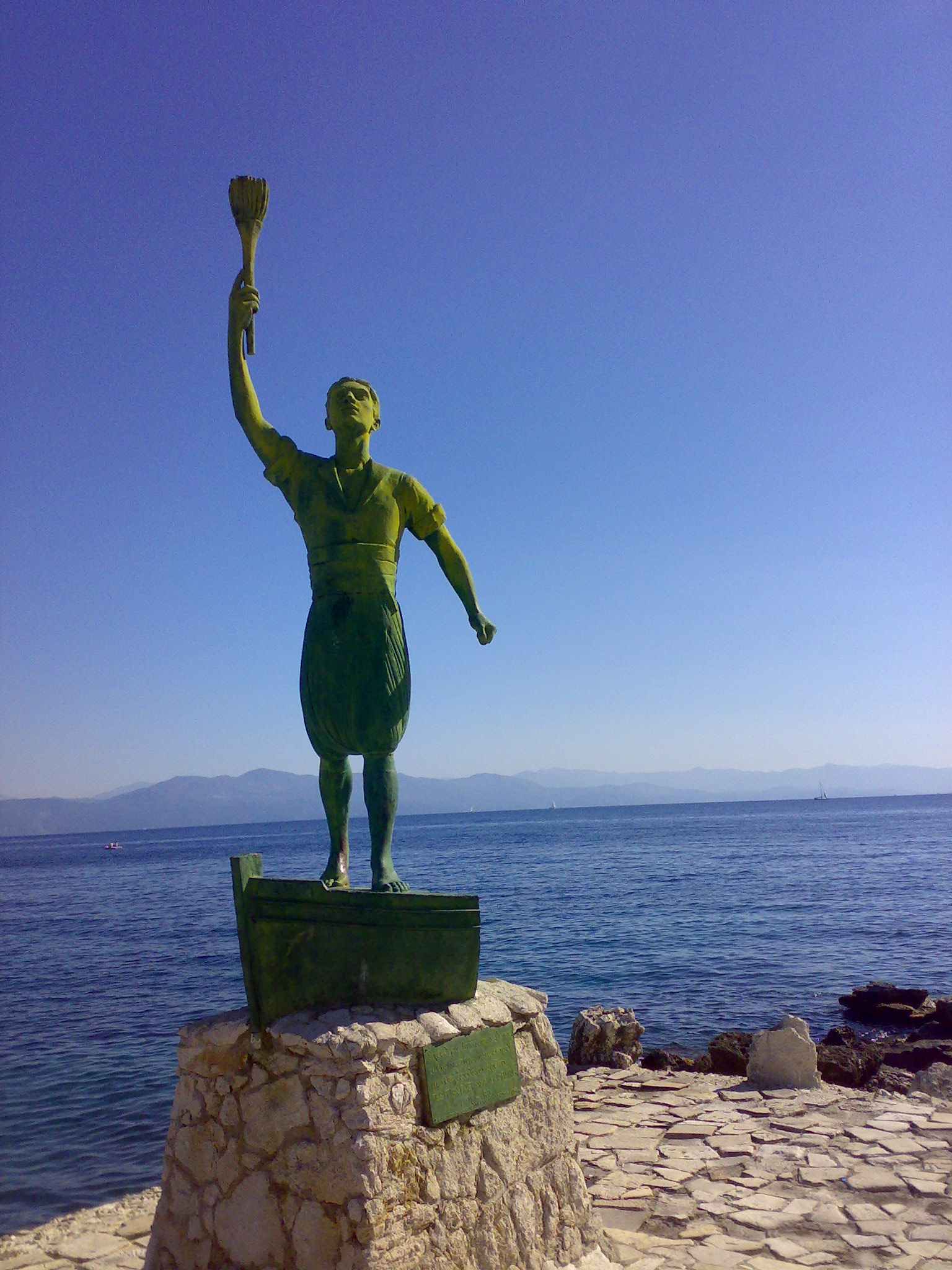
Памятник Георгию Анемояннису 1821 на острове Пакси

Предположительно, остров был населён ещё в доисторические времена. Финикийцы традиционно считаются первыми поселенцами на Пакси. Название острова, как полагают[кто?], произошло от финикийского слова пакс со значением «сланец».
Остров был частью Римской империи со II столетия до н. э. Впоследствии, и в Византийский период, и в Средневековье остров постоянно подвергался нападениям пиратов. В конце XIV века власть над островом перешла к Венеции.
Во время Наполеоновских войн Ионические острова были захвачены сначала французами, затем — русско-турецким союзом, и наконец остров перешёл к англичанам, которые создали Ионийскую республику в 1815 году. Хотя остров избежал турецкой оккупации, жители острова приняли участие в Греческой войне за независимость 1821. Самым известным из них стал герой и мученик Греческой революции Георгиос Анемояннис. В 1864 году, вместе с остальными Ионическими островами, Пакси вошёл в состав Греции.
Среди достопримечательностей особенно известна морская пещера Ипапанди на северо-западном побережье в 2 морских милях от яхтенной гавани в поселке Лака. Рядом с гаванью столицы острова Гайос на острове Айос-Николаос находится разрушенная венецианская крепость, а рядом на островке Панайия — монастырь.

## Экономика
До середины 60-х годов XX века основой экономики острова была рыбная ловля, однако впоследствии главной отраслью стал туризм. Остров связан паромным сообщением с материком и другими островами.